# Campionati mondiali di tiro 1939
I campionati mondiali di tiro 1939 furono la trentaduesima edizione dei campionati mondiali di questo sport e si disputarono a Lucerna. La nazione più medagliata fu l'Estonia.

## Risultati

### Uomini

#### Carabina
| Evento                     | Oro                                                                             | Oro       | Argento                                                                         | Argento   | Bronzo                                                                                   | Bronzo    |
| Evento                     | Atleta                                                                          | Risultato | Atleta                                                                          | Risultato | Atleta                                                                                   | Risultato |
| 50m 3 posizioni            | Karl Steigelmann                                                                | 1167      | August Liivik                                                                   | 1163      | Kurt Johansson                                                                           | 1163      |
| 50m a terra                | Toivo Mänttäri                                                                  | 400       | Robert Staks                                                                    | 399       | Kurt Johansson                                                                           | 399       |
| 50m a terra a squadre      | Estonia Villem Jaanson Elmar Kivistik Ernst Rull Harald Kivioja August Liivik   | 1977      | Svezia Bertil Rönnmark Olle Ericsson Jonas Jonsson Kurt Johansson Erland Koch   | 1977      | Germania Walter Gehmann Albert Sigl Erich Spörer Richard Sturm Karl Steigelmann          | 1974      |
| 50m in ginocchio           | László Buday                                                                    | 392       | Bertil Rönnmark                                                                 | 391       | Kurt Johansson                                                                           | 391       |
| 50m in ginocchio a squadre | Estonia Harald Kivioja Elmar Kivistik Gustav Lokotar August Liivik Karl Kübar   | 1944      | Germania Walter Gehmann Erich Spörer Albert Sigl Karl Steigelmann Richard Sturm | 1936      | Norvegia Mauritz Amundsen Johan Hunæs Halvar Kongsjorden Willy Røgeberg Tore Skredegaard | 1933      |
| 50m in piedi               | Karl Steigelmann                                                                | 380       | Endel Rikand                                                                    | 379       | August Liivik                                                                            | 378       |
| 50m in piedi a squadre     | Finlandia Olavi Elo Bruno Frietsch Pauli Janhonen Toivo Mänttäri Nisse Vasenius | 1861      | Germania Jakob Brod Erich Spörer Albert Sigl Karl Steigelmann Richard Sturm     | 1859      | Svizzera Emil Grünig Jacob Reich Otto Horber Albert Salzmann Karl Zimmermann             | 1858      |
| 300m 3 posizioni           | August Liivik                                                                   | 1097      | Toivo Mänttäri                                                                  | 1094      | Pauli Janhonen                                                                           | 1093      |
| 300m 3 posizioni a squadre | Estonia Elmar Kivistik Harald Kivioja Gustav Lokotar August Liivik Karl Kübar   | 5433      | Finlandia Bruno Frietsch Olavi Elo Olavi Hynninen Pauli Janhonen Toivo Mänttäri | 5425      | Svizzera Otto Horber Jakob Reich Josias Hartmann Emil Grünig Karl Zimmermann             | 5415      |
| 300m a terra               | Halvor Kongsjorden                                                              | 385       | August Liivik                                                                   | 384       | Evald Christensen                                                                        | 384       |
| 300m in ginocchio          | Karl Kübar                                                                      | 379       | Harald Kivioja                                                                  | 379       | Elmar Kivistik                                                                           | 377       |
| 300m in piedi              | Karl Zimmermann                                                                 | 353       | Toivo Mänttäri                                                                  | 350       | Emil Grünig                                                                              | 350       |

#### Carabina militare
| Evento                               | Oro                                                                                   | Oro       | Argento                                                                     | Argento   | Bronzo                                                                          | Bronzo    |
| Evento                               | Atleta                                                                                | Risultato | Atleta                                                                      | Risultato | Atleta                                                                          | Risultato |
| 300m 3 posizioni (20 tiri)           | Lucien Génot                                                                          | 530       | Walter Lienhard                                                             | 526       | Karl Zimmermann                                                                 | 524       |
| 300m 3 posizioni a squadre (20 tiri) | Svizzera Otto Horber Josias Hartmann Walter Lienhard Ernst Tellenbach Karl Zimmermann | 2607      | Finlandia Viljo Elomaa Onni Herranen Lars Granbohm Lauri Kaarta Erkki Tammi | 2569      | Estonia Karl Jürgens Peeter Karu Vladimir Kukk Johannes Vilberg Leonhard Viljus | 2548      |
| 300m 3 posizioni (40 tiri)           | Karl Zimmermann                                                                       | 1046      | Peeter Karu                                                                 | 1031      | Albert Salzmann                                                                 | 1028      |
| 300m a terra                         | Walter Gehmann                                                                        | 367       | Gustav Eichelberger                                                         | 365       | Johannes Vilberg                                                                | 364       |
| 300m in ginocchio                    | Karl Zimmermann                                                                       | 367       | Otto Horber                                                                 | 359       | Peeter Karu                                                                     | 357       |
| 300m in piedi                        | Jakob Brod                                                                            | 334       | Lauri Kaarta                                                                | 333       | Albert Salzmann                                                                 | 329       |

#### Pistola
| Evento        | Oro                                                                           | Oro       | Argento                                                                                      | Argento   | Bronzo                                                                        | Bronzo    |
| Evento        | Atleta                                                                        | Risultato | Atleta                                                                                       | Risultato | Atleta                                                                        | Risultato |
| 50m           | Erich Krempel                                                                 | 547       | Torsten Ullman                                                                               | 546       | Ambrus Balogh                                                                 | 546       |
| 50m a squadre | Svizzera Heinz Ambühl Ernst Andres Ernst Flückiger Walter Muster Walter Büchi | 2675      | Svezia Gustaf Bergström Bertil Gustafsson Kristian Sjöberg Torsten Ullman Gottfrid von Rooth | 2639      | Germania Walter Kraft Erich Krempel Friedrich Krempel Emil Martin Paul Wehner | 2638      |

#### Pistola a fuoco rapido
| Evento        | Oro                                                                             | Oro       | Argento                                                                             | Argento   | Bronzo                                                                        | Bronzo    |
| Evento        | Atleta                                                                          | Risultato | Atleta                                                                              | Risultato | Atleta                                                                        | Risultato |
| 25m           | Torsten Ullman                                                                  | 54        | Cornelius van Oyen                                                                  | 54        | Jonas Miliauskas                                                              | 54        |
| 25m a squadre | Ungheria Laszlo Badinszky Lajos Borzsonyi Ede Domby Károly Takács Laszlo Vadnay | 269       | Lituania Pranas Giedrimas V. Nakutis Antanas Jelenskas Jonas Miliauskas A. Mazeikis | ?         | Germania Walter Kraft Erich Krempel Friedrich Krempel Emil Martin Paul Wehner | ?         |

## Medagliere
Nazione ospitante
| Posiz. | Nazione   | Oro | Argento | Bronzo | Totale |
| ------ | --------- | --- | ------- | ------ | ------ |
| 1      | Estonia   | 5   | 5       | 5      | 15     |
| 2      | Svizzera  | 5   | 3       | 6      | 14     |
| 3      | Germania  | 5   | 3       | 3      | 11     |
| 4      | Finlandia | 2   | 5       | 1      | 8      |
| 5      | Ungheria  | 2   | 0       | 1      | 3      |
| 6      | Svezia    | 1   | 4       | 3      | 8      |
| 7      | Norvegia  | 1   | 0       | 1      | 2      |
| 8      | Francia   | 1   | 0       | 0      | 1      |
| 9      | Lituania  | 0   | 1       | 1      | 2      |
| 10     | Lettonia  | 0   | 1       | 0      | 1      |
| 11     | Danimarca | 0   | 0       | 1      | 1      |